# Tasmannia lanceolata
Espèce
Classification phylogénétique
Tasmannia lanceolata (synonyme Drimys lanceolata), ou poivre de Tasmanie, est une espèce de plantes à fleurs de la famille des Winteraceae. C'est un arbuste à feuillage persistant originaire du sud-est de l'Australie. 

## Caractéristiques
Adulte, ce buisson ou arbuste atteint une hauteur de 2 à 10 mètres selon la variété.
Les feuilles sont persistances, coriaces et lancéolées. Elles sont aromatiques et utilisées séchées comme épice, principalement dans la cuisine des Aborigènes d'Australie.
Le buisson produit de petites baies noires, qui sont également utilisées comme épices, et d'où il tient son nom vernaculaire de poivre de Tasmanie.